# 2014 FIFAワールドカップ・北中米カリブ海予備予選
このページは、2014 FIFAワールドカップ・北中米カリブ海予選の予備予選の結果をまとめたものである。

## フォーマット
シード順が26位から35位のチーム（10チーム）を2チームずつ5組に分け、ホーム・アンド・アウェー方式で対戦を行う。各勝者が1次予選に進出する。
元々、第1試合は2011年6月3日に、第2試合は6月7日に開催される予定であったが、都合により延期となった。

## 対戦結果
| 2011年6月15日 18:00 (UTC-4) |

| モントセラト        | 2 - 5    | ベリーズ                                                    |
| ホジソン 44分, 86分 | レポート | マコーレー 24分, 74分, 83分 · ロチェス 50分 · カイレン 53分 |

| アトー・ボルドンスタジアム（トリニダード・トバゴ・クーヴァ） 観客数: 100人 主審: ブライアン・ウィレット |

| 2011年7月17日（注） 16:00 (UTC-6) |

| ベリーズ                                        | 3 - 1    | モントセラト  |
| ヒメネス 24分 · マコーレー 61分 · メンデス 63分 | レポート | ホジソン 59分 |

| エスタディオ・オリンピコ・メトロポリタノ（ホンジュラス・サン・ペドロ・スーラ）（注） 主審: オスカル・レイナ |

合計得点8-3でベリーズが勝利
| 2011年7月8日 15:30 (UTC-4) |

| アンギラ | 0 - 2    | ドミニカ共和国                           |
|          | レポート | ペラルタ 8分 · ファーニャ・フリアス 42分 |

| エスタディオ・パンアメリカノ（サン・クリストバル） 観客数: 1,000人 主審: ニール・ブライザン |

| 2011年7月10日 15:30 (UTC-4) |

| ドミニカ共和国                                                    | 4 - 0    | アンギラ |
| ナバーロ 18分, 42分 · サンチェス 25分 · ファーニャ・フリアス 56分 | レポート |          |

| エスタディオ・パンアメリカノ（サン・クリストバル） 観客数: 1,500人 主審: マルコス・ブレア |

合計得点6-0でドミニカ共和国が勝利
| 2011年7月3日 17:00 (UTC-4) |

| アメリカ領ヴァージン諸島       | 2 - 0    | イギリス領ヴァージン諸島 |
| レズモンド 6分 · クロップ 52分 | レポート |                          |

| ライオネル・ロバーツパーク（シャーロット・アマリー） 観客数: 350人 主審: モーリシオ・ナバーロ |

| 2011年7月10日 15:30 (UTC-4) |

| イギリス領ヴァージン諸島 | 1 - 2    | アメリカ領ヴァージン諸島       |
| ピーターズ 37分          | レポート | トーマス 1分 · クロップ 90+3分 |

| シェリー・グラウンド（ロードタウン） 観客数: 600人 主審: ケヴィン・モリソン |

合計得点4-1でアメリカ領ヴァージン諸島が勝利
| 2011年7月8日 20:00 (UTC-4) |

| アルバ                                                                  | 4 - 2    | セントルシア                        |
| デ・ゴーフェイア 13分 · エスカロナ 46分 · ゴメス 74分 · アブドゥル 84分 | レポート | エドワード 19分 · フレデリック 46分 |

| トリニダード・スタディオン（オラニエスタッド） 観客数: 300人 主審: ノーラン・フォスター |

| 2011年7月12日 15:30 (UTC-4) |

| セントルシア                                               | 4 - 2 (延長) | アルバ                                     |
| J.ジョセフ 14分, 20分, 71分 · フレデリック 73分            | レポート     | ゴメス 44分, 75分                          |
|                                                            | PK戦         |                                            |
| ピエール ジャスティン フレデリック エドワード ウイリアムス | 5 - 4        | ベルゲン バテン バラーダ ゴメス クルーデン |

| ミンドゥー・フィリップパーク（カストリーズ） 観客数: 500人 主審: スタンリー・ランカスター |

合計得点6-6（延長0-0、PK5-4）でセントルシアが勝利
| 2011年7月2日 17:00 (UTC-4) |

| タークス・カイコス諸島 | 0 - 4    | バハマ                                                   |
|                        | レポート | ジャン 32分, 60分 · ヘップル 34分 (pen.) · ルイス 90+2分 |

| TCIFAナショナル・アカデミー（プロビデンシアレス島） 観客数: 1,021人 主審: ウーゴ・クルス・アルバラード |

| 2011年7月9日 16:00 (UTC-4) |

| バハマ                                                            | 6 - 0    | タークス・カイコス諸島 |
| ギブソン 4分 (o.g.) · サン・フルール 17分, 64分, 73分, 84分, 90分 | レポート |                        |

| R.A.L.デイヴィスサッカーフィールド（ナッソー） 観客数: 1,600人 主審: ハビエル・サントス |

合計得点10-0でバハマが勝利

### ベリーズのホームゲーム延期について
モントセラト対ベリーズの第2戦（ベリーズのホームゲーム）は、2011年6月19日にベルモパンのFFBフィールドで開催予定であった。しかし、ベリーズ政府の介入によりこの日の試合実施が不可能となったため、6月17日に行われたFIFA緊急理事会は、ベリーズサッカー連盟の資格停止と、第2試合の開催延期を決定した。なお第2試合は7月17日までに実施されなければならないものと定められ、これまでに実施できない場合、ベリーズは除外扱いとなりモントセラトが1次予選に進出するものとされた。
FIFAは7月7日に、ベリーズサッカー連盟の資格停止を一時的に解除すること、また第2戦は7月17日までにベリーズ以外の第三国で行うと発表した。ベリーズサッカー連盟は、第2戦をホンジュラスのサン・ペドロ・スーラにあるエスタディオ・オリンピコ・メトロポリタノで実施することとした。